# Eboric
Eboric of Euric was de laatste legitieme koning van de Sueben in Gallaecia (het huidige Galicië) van 583 tot 584.
Eboric was nog een jongeling toen zijn vader stierf. Zijn moeder Siseguntia hertrouwde met Andeca. Na een jaar stuurde Andeca, Eboric naar een klooster en kroonde zichzelf tot koning. De afzetting van Eboric was voor Leovigild, koning van de Visigoten een voldoende reden om het Suevenrijk binnen te vallen.